# Dino Riva
Dino Riva (Rocca Pietore, 15 giugno 1928 – Rocca Pietore, 21 aprile 2010) è stato un politico italiano.

## Biografia
Imprenditore edile ed esponente del Partito Socialista Democratico Italiano, è stato sindaco del suo comune natale nel 1960 per cinque legislature fino al 1990, presidente della provincia di Belluno dal 1975 al 1976 e consigliere provinciale sempre a Belluno. 
Viene poi eletto senatore della repubblica nel collegio di Belluno per tre legislature (rimanendo in carica dal 1976 al 1987). Fu anche sottosegretario di Stato al Lavoro e previdenza sociale nel governo Andreotti V, alla Pubblica Istruzione nel governo Cossiga I e ai Trasporti nei due Governi Spadolini I e II. Ritorna poi in consiglio comunale a Rocca Pietore dal 1999 al 2004.
Muore a 81 anni nell'aprile 2010.